# 1004
Il 1004 (MIV in numeri romani) è un anno bisestile dell'XI secolo.

## Eventi
- gennaio - Papa Giovanni XVIII viene consacrato.
- 4 febbraio - Alla morte di Giselher, Tagino diventa Arcivescovo di Magdeburgo.
- Enrico II il Santo scende in Italia e sconfigge re Arduino d'Ivrea alle Chiuse di Valsugana.
- Enrico II il Santo cinge la Corona del Regnum Italicorum tra le proteste della folla.
- Enrico II il Santo reistituisce il Vescovato di Merseburgo.
- Gli Arabi saccheggiano la città di Pisa.
- La Serenissima Repubblica di Venezia si costituisce Stato e afferma il suo dominio su tutto il Mare Adriatico grazie alla vittoria sui pirati illirici.
- La Dinastia Araba degli Hamdanidi termina con la morte del governatore di Aleppo Abu l-Ma'ali Sharif.
- Viene siglato il Trattato di Shanyuan tra le due dinastie cinesi dei Song Settentrionali e dei Liao.
- Enrico II il Santo inizia la costruzione del Duomo Imperiale a Bamberga.
- San Nilo il Giovane inizia a costruire l'Abbazia di Santa Maria (dedicata al suo fondatore) a Grottaferrata.
- Una concessione edilizia di Sigefredo II Vescovo di Parma testimonia la presenza di una chiesa nell'odierno comune di Colorno.
- La cessione di una parte del Castello di Campilla da parte di Gherardo II Della Gherardesca testimonia la presenza di un abitato nell'odierno comune di Campiglia Marittima.
- I Bizantini vincono contro i Bulgari la Battaglia di Skopje.
- I Bizantini perdono contro i Bulgari la Battaglia per l'assedio di Pernik.
- Alla morte del padre Guglielmo I di Marsiglia, Guglielmo II di Marsiglia diventa Visconte di Marsiglia
- Astrude di Marsiglia sposa Lamberto di Vence.
- Papa Giovanni XVIII canonizza cinque martiri polacchi (Benedetto, Giovanni, Isacco, Matteo, Cristiano).

## Nati
- Guglielmo VI di Aquitania, nobile († 1038)
- Naser-e Khosrow, poeta persiano

## Morti
- 25 gennaio - Giselher di Magdeburgo, vescovo cattolico tedesco
- 11 luglio - Tebaldo II di Blois, conte
- 26 settembre - Nilo da Rossano, abate e santo italiano (n. 910)
- 4 novembre - Ottone I di Carinzia, nobile tedesco
- 13 novembre - Abbone di Fleury, abate e filosofo francese (n. 945)
- Adelaide d'Aquitania, regina francese
- Enrico di Walbeck, nobile tedesco
- Giovanni IV di Napoli, duca (n. 977)
- Guido I di Mâcon, conte (n. 982)
- Mansone I di Amalfi, principe longobardo

## Calendario
| Calendario 1004 | Calendario 1004 | Calendario 1004 | Calendario 1004 | Calendario 1004 | Calendario 1004 | Calendario 1004 | Calendario 1004 | Calendario 1004 | Calendario 1004 | Calendario 1004 | Calendario 1004 | Calendario 1004 | Calendario 1004 | Calendario 1004 | Calendario 1004 | Calendario 1004 | Calendario 1004 | Calendario 1004 | Calendario 1004 | Calendario 1004 | Calendario 1004 | Calendario 1004 | Calendario 1004 | Calendario 1004 | Calendario 1004 | Calendario 1004 | Calendario 1004 | Calendario 1004 | Calendario 1004 | Calendario 1004 | Calendario 1004 | Calendario 1004 |
| --------------- | --------------- | --------------- | --------------- | --------------- | --------------- | --------------- | --------------- | --------------- | --------------- | --------------- | --------------- | --------------- | --------------- | --------------- | --------------- | --------------- | --------------- | --------------- | --------------- | --------------- | --------------- | --------------- | --------------- | --------------- | --------------- | --------------- | --------------- | --------------- | --------------- | --------------- | --------------- | --------------- |
|                 | 1               | 2               | 3               | 4               | 5               | 6               | 7               | 8               | 9               | 10              | 11              | 12              | 13              | 14              | 15              | 16              | 17              | 18              | 19              | 20              | 21              | 22              | 23              | 24              | 25              | 26              | 27              | 28              | 29              | 30              | 31              |                 |
| Gennaio         | Sa              | Do              | Lu              | Ma              | Me              | Gi              | Ve              | Sa              | Do              | Lu              | Ma              | Me              | Gi              | Ve              | Sa              | Do              | Lu              | Ma              | Me              | Gi              | Ve              | Sa              | Do              | Lu              | Ma              | Me              | Gi              | Ve              | Sa              | Do              | Lu              |                 |
| Febbraio        | Ma              | Me              | Gi              | Ve              | Sa              | Do              | Lu              | Ma              | Me              | Gi              | Ve              | Sa              | Do              | Lu              | Ma              | Me              | Gi              | Ve              | Sa              | Do              | Lu              | Ma              | Me              | Gi              | Ve              | Sa              | Do              | Lu              | Ma              |                 |                 |                 |
| Marzo           | Me              | Gi              | Ve              | Sa              | Do              | Lu              | Ma              | Me              | Gi              | Ve              | Sa              | Do              | Lu              | Ma              | Me              | Gi              | Ve              | Sa              | Do              | Lu              | Ma              | Me              | Gi              | Ve              | Sa              | Do              | Lu              | Ma              | Me              | Gi              | Ve              |                 |
| Aprile          | Sa              | Do              | Lu              | Ma              | Me              | Gi              | Ve              | Sa              | Do              | Lu              | Ma              | Me              | Gi              | Ve              | Sa              | Do              | Lu              | Ma              | Me              | Gi              | Ve              | Sa              | Do              | Lu              | Ma              | Me              | Gi              | Ve              | Sa              | Do              |                 |                 |
| Maggio          | Lu              | Ma              | Me              | Gi              | Ve              | Sa              | Do              | Lu              | Ma              | Me              | Gi              | Ve              | Sa              | Do              | Lu              | Ma              | Me              | Gi              | Ve              | Sa              | Do              | Lu              | Ma              | Me              | Gi              | Ve              | Sa              | Do              | Lu              | Ma              | Me              |                 |
| Giugno          | Gi              | Ve              | Sa              | Do              | Lu              | Ma              | Me              | Gi              | Ve              | Sa              | Do              | Lu              | Ma              | Me              | Gi              | Ve              | Sa              | Do              | Lu              | Ma              | Me              | Gi              | Ve              | Sa              | Do              | Lu              | Ma              | Me              | Gi              | Ve              |                 |                 |
| Luglio          | Sa              | Do              | Lu              | Ma              | Me              | Gi              | Ve              | Sa              | Do              | Lu              | Ma              | Me              | Gi              | Ve              | Sa              | Do              | Lu              | Ma              | Me              | Gi              | Ve              | Sa              | Do              | Lu              | Ma              | Me              | Gi              | Ve              | Sa              | Do              | Lu              |                 |
| Agosto          | Ma              | Me              | Gi              | Ve              | Sa              | Do              | Lu              | Ma              | Me              | Gi              | Ve              | Sa              | Do              | Lu              | Ma              | Me              | Gi              | Ve              | Sa              | Do              | Lu              | Ma              | Me              | Gi              | Ve              | Sa              | Do              | Lu              | Ma              | Me              | Gi              |                 |
| Settembre       | Ve              | Sa              | Do              | Lu              | Ma              | Me              | Gi              | Ve              | Sa              | Do              | Lu              | Ma              | Me              | Gi              | Ve              | Sa              | Do              | Lu              | Ma              | Me              | Gi              | Ve              | Sa              | Do              | Lu              | Ma              | Me              | Gi              | Ve              | Sa              |                 |                 |
| Ottobre         | Do              | Lu              | Ma              | Me              | Gi              | Ve              | Sa              | Do              | Lu              | Ma              | Me              | Gi              | Ve              | Sa              | Do              | Lu              | Ma              | Me              | Gi              | Ve              | Sa              | Do              | Lu              | Ma              | Me              | Gi              | Ve              | Sa              | Do              | Lu              | Ma              |                 |
| Novembre        | Me              | Gi              | Ve              | Sa              | Do              | Lu              | Ma              | Me              | Gi              | Ve              | Sa              | Do              | Lu              | Ma              | Me              | Gi              | Ve              | Sa              | Do              | Lu              | Ma              | Me              | Gi              | Ve              | Sa              | Do              | Lu              | Ma              | Me              | Gi              |                 |                 |
| Dicembre        | Ve              | Sa              | Do              | Lu              | Ma              | Me              | Gi              | Ve              | Sa              | Do              | Lu              | Ma              | Me              | Gi              | Ve              | Sa              | Do              | Lu              | Ma              | Me              | Gi              | Ve              | Sa              | Do              | Lu              | Ma              | Me              | Gi              | Ve              | Sa              | Do              |                 |